# Henning Mühlleitner
Henning Mühlleitner (né le 15 juillet 1997 à Emmendingen) est un nageur allemand, spécialiste du 400 m nage libre.

## Biographie
Lors des Championnats d’Europe 2018, il remporte la médaille de bronze du 400 m nage libre.

## Palmarès

### Championnats d'Europe

#### Grand bassin
- Championnats d'Europe 2018 à Glasgow ( Royaume-Uni) :
  -  Médaille d'or du relais 4 × 200 m nage libre mixte
  -  Médaille de bronze sur 400 m nage libre